# ニルヴァーナ (MUCCの曲)
「ニルヴァーナ」は、日本のバンド・MUCCの27枚目のシングル。2012年3月7日、ソニー・ミュージックアソシエイテッドレコーズから発売された。

## 概要
MUCCにとって、本作はソニー・ミュージックアソシエイテッドレコーズ移籍後にリリースした2枚目のシングルであり、かつ2012年にリリースした最初のシングルである。収録曲のうち、表題曲「ニルヴァーナ」は、テレビアニメ『妖狐×僕SS』のオープニングテーマとして使用された。
本作は初回生産限定盤、通常盤、期間生産限定盤という3形態でリリースが行われ、各形態によって収録されるカップリング曲が異なっている。また初回生産限定盤には「ニルヴァーナ」のミュージック・ビデオやメイキング映像、JACK IN THE BOX 2011のライブ映像を収録したDVD、期間生産限定盤にはアニメ『妖狐×僕SS』書き下ろしスリーブがそれぞれ付属されている。
また、本作のリリースと関連して、ニコニコ生放送では2月3日に「逹瑯×ミヤSS」、3月9日に「MUCCニルヴァーナの日大感謝祭ムクパ♪」と題した特別番組が配信された。

## 収録曲
全作曲：ミヤ

### 初回生産限定盤
1. ニルヴァーナ [3:49]
作詞：ミヤ、編曲：ミヤ・田中義人
「影と希望の光」をテーマに制作された曲[9]。東日本大震災の後に制作された曲で[10]、作詞・作曲を担当したミヤは「当時の心境が歌詞にそのまま表れていると思う[11]」と発言している。
サウンド面では哀愁を感じさせるエレクトロサウンドが印象的[10]だが、同時に「疾走感溢れるムックらしい王道ロックナンバー[11]」に仕上がっており、ミヤは「アッパーなトラックの上をゆったりしたメロディが乗っている」と評している[12]。
2. 最終列車-Warehouse Flavored Version- [4:55]
作詞：逹瑯、編曲：ミヤ

### 通常盤
1. ニルヴァーナ
2. バルス [3:45]
作詞：逹瑯、編曲：ミヤ
作詞を担当した逹瑯曰く、「東日本大震災以降感じていたモヤモヤ感を歌詞にして、パーティーチューンに乗せたい[10]」という思いから制作されたロックナンバー。アレンジはリフで引っ張るシンプルなものとなっている[12]。
曲名はアニメ『天空の城ラピュタ』に登場する滅びの呪文「バルス」に由来しており[12]、タイトルが発表されたときにTwitterで話題となった[13]。
3. ニルヴァーナ-Moonbug Remix- [4:05]

### 期間生産限定盤
1. ニルヴァーナ
2. ニルヴァーナ（TV EDIT） [1:41]
3. ニルヴァーナ-Moonbug Remix-

## チャート成績
オリコンチャートのCDシングル週間ランキングでは、2012年3月19日付のランキングで初登場13位を記録し、通算9週ランキングに登場した。またCDシングル月間ランキングでは、2012年3月度のランキングで30位を記録している。

## カバー
ニルヴァーナ
- GRANRODEO - 2017年11月22日発売の『TRIBUTE OF MUCC -縁[en]-』に収録。
- Fantôme Iris - 2020年9月24日のSound Only Live『Fantôme Iris S-SOL -histoire des vampires-』にて発表。2021年11月17日発売の 『ARGONAVIS Cover Collection -Mix-』に収録。

## 関連人物
- 津田尚克 - テレビアニメ『妖狐×僕SS』監督。ニコニコ生放送で配信された特別番組「逹瑯×ミヤSS[17]」「MUCCニルヴァーナの日大感謝祭ムクパ♪[8]」にゲスト出演した。
- 日高里菜 - テレビアニメ『妖狐×僕SS』で白鬼院凜々蝶役を演じる声優。「MUCCニルヴァーナの日大感謝祭ムクパ♪」にゲスト出演した[8]。また「逹瑯×ミヤSS」では白鬼院凜々蝶として声で出演している[7]。
- サカモト教授 - ミュージシャン。「逹瑯×ミヤSS」にゲスト出演した[17]。
- 出川哲朗 - お笑い芸人。「ニルヴァーナ」を歌う逹瑯の声が出川に似ているのではないかとニコニコ動画で論争が巻き起こった[18]ことがきっかけとなり、広告でコラボレーションが実現した[19]。